# Назарьево (посёлок, Одинцовский район)
Наза́рьево — посёлок в Одинцовском районе Московской области России. Входит в состав сельского поселения Назарьевское.
Расположен в 4-5 км к северо-востоку от посёлка городского типа Большие Вязёмы. С севера к посёлку Назарьево примыкает деревня Назарьево.

## История
Первое упоминание Назарьево в сохранившихся документах относится лишь к началу XVII века, но поселение существовало здесь раньше.
После революции, в 1918 году на территориях бывших помещичьих хозяйств в Назарьево и Матвейкове возникает совхоз «Назарьево», занимавший площадь в 230 га. В 1960-е годы строятся многоэтажные дома посёлка с природным газом, магазин, гастроном, ясли и 8-летняя школа.

## Население
| 2002 | 2006  | 2010  |
| ---- | ----- | ----- |
| 2500 | →2500 | ↗2625 |

В 1989 году в посёлке Назарьево проживало 2276 человек.

## Инфраструктура
В посёлке расположен пансионат «Назарьево» управления делами президента РФ, Дом культуры, школа, почтовое отделение, баня, а также социально-культурный центр в честь Трёх Святителей. Церковь Троицы Живоначальной построена в 1890 году по проекту архитектора М. Г. Пиотровича.

## Учебные заведения
- Назарьевская средняя школа
- Назарьевская начальная школа